# سفارة دولة فلسطين لدى اليابان
سفارة دولة فلسطين لدى اليابان هي الممثلية الدبلوماسية العُليا لدولة فلسطين لدى اليابان. تقع السفارة في حي تشيودا في طوكيو.